# Tears of the Dragon
Tears of the Dragon è il primo singolo estratto dal secondo disco da solista del cantante heavy metal inglese Bruce Dickinson, intitolato Balls to Picasso.

## Il singolo
La canzone è una trasposizione poetica della sua recente separazione dagli Iron Maiden e riscosse grande successo venendo anche elogiata dalla critica, che generalmente lo considera tuttora uno dei suoi brani migliori. Inoltre ne venne anche girato un video spesso trasmesso sul canale MTV.
Il singolo oltre a contenere una versione acustica della stessa canzone, include anche due pezzi inediti. Ne esiste anche una versione UK composta da sei tracce e divisa in due parti

## Tracce
CD Maxi-Single
Testi e musiche di Bruce Dickinson.
1. Tears Of The Dragon – 6:24
2. The Breeding House – 5:20
3. No Way Out… To Be Continued – 7:31
4. Tears Of The Dragon (Acoustic Chill Out) – 4:31

CD UK parte I
1. Tears Of The Dragon – 6:24
2. The Breeding House – 5:20
3. No Way Out… To Be Continued – 7:31

CD UK parte II
1. Tears Of The Dragon (Acoustic Chill Out) – 4:31
2. Winds of Change '94 – 4:16
3. Spirit of Joy – 3:13

## Formazione
- Bruce Dickinson - voce
- Roy Z - chitarra
- Eddie Casillas - basso
- Dickie Fliszar - batteria